# Las Palabras de Amor
A Las Palabras de Amor a kilencedik dal a brit Queen rockegyüttes 1982-es Hot Space albumáról. A szerzője Brian May gitáros volt.
A spanyol nyelvű cím, és a szövegben elhangzó spanyol mondatok alapján a spanyol nyelvű rajongóik előtti tisztelgés – a gitáros nem sokkal a kirobbanó sikerű Dél-Amerikai turnéjuk után szerezte. Nem követte a Hot Space funk és dance stílusát, a visszafogott szintetizátor és akusztikus gitár kíséret jellegzetes balladaszerű hangzást kölcsönzött neki. May zongorán írta, és a felvételen is ő zongorázott, mert Mercury „nem nagyon hajlott rá.”
1982. június 1-jén kislemezen is megjelent, és a tizenhetedik helyet érte el az angol slágerlistán. A Sounds szerint „Lassú tempójú, jó hangulatú dal, ahol Mercury játssza a spanyol fiúkórust,” míg a The Washington Post szerint „megmutatja May dallamteremtő tehetségét”.
Mindössze pár alkalommal adták elő a koncertjeiken. Az 1992-es Freddie Mercury emlékkoncerten Zucchero énekelte el. Nem készült hozzá hivatalos videóklip, csak a Top of the Pops számára készítettek egy felvételt 1982. június 10-én.

## Közreműködők
- Ének: Freddie Mercury, Brian May
- Háttérvokál: Freddie Mercury, Brian May, Roger Taylor

Hangszerek:
- Roger Taylor: dob
- John Deacon: basszusgitár
- Brian May: elektromos gitár, zongora, szintetizátor, akusztikus gitár

## Kiadás és helyezések
7" kislemez (EMI 5316, Anglia)
1. Las Palabras de Amor – 4:26
2. Cool Cat – 3:26

| Év   | Lista                | Helyezés |
| ---- | -------------------- | -------- |
| 1982 | Brit kislemezlista   | 17       |
| 1982 | Belgium Ultratop     | 26       |
| 1982 | Hollandia MegaCharts | 18       |
| 1982 | Ír slágerlista       | 10       |
| 1982 | Német slágerlista    | 68       |
| 1982 | Svájci slágerlista   | 13       |